# 18-й отдельный инженерный батальон
18-й отдельный инженерный батальон — воинская часть Вооружённых Сил СССР во время Великой Отечественной войны. Во время войны существовало два формирования батальона под одним и тем же номером.

## 18-й отдельный инженерный батальон (6А)
В составе действующей армии с 22 июня 1941 по 10 сентября 1941 года.
Являлся армейским инженерным батальоном в составе 6-й армии 1-го формирования.
Уничтожен под Уманью в конце июля-начале августа 1941 года и расформирован (официально в сентябре 1941).

## 18-й отдельный инженерный Свирский батальон (7А)
В составе действующей армии с 22 июня 1941 по 15 ноября 1944 года.
Входил в состав 7-й армии.
С момента формирования повторил путь 7-й армии. 13 августа 1943 года переформирован в 18-й отдельный моторизованный инженерный батальон. После окончания боевых действий на северном участке фронта, 13 января 1945 года переформирован в 94-й отдельный инженерно-сапёрный батальон

## См.также
- 6-я армия
- 7-я армия